# Encyclia kingsii
Encyclia kingsii är en orkidéart som först beskrevs av Charles Dennis Adams, och fick sitt nu gällande namn av Mark Anthony Nir. Encyclia kingsii ingår i släktet Encyclia och familjen orkidéer. Inga underarter finns listade i Catalogue of Life.